# Detmold

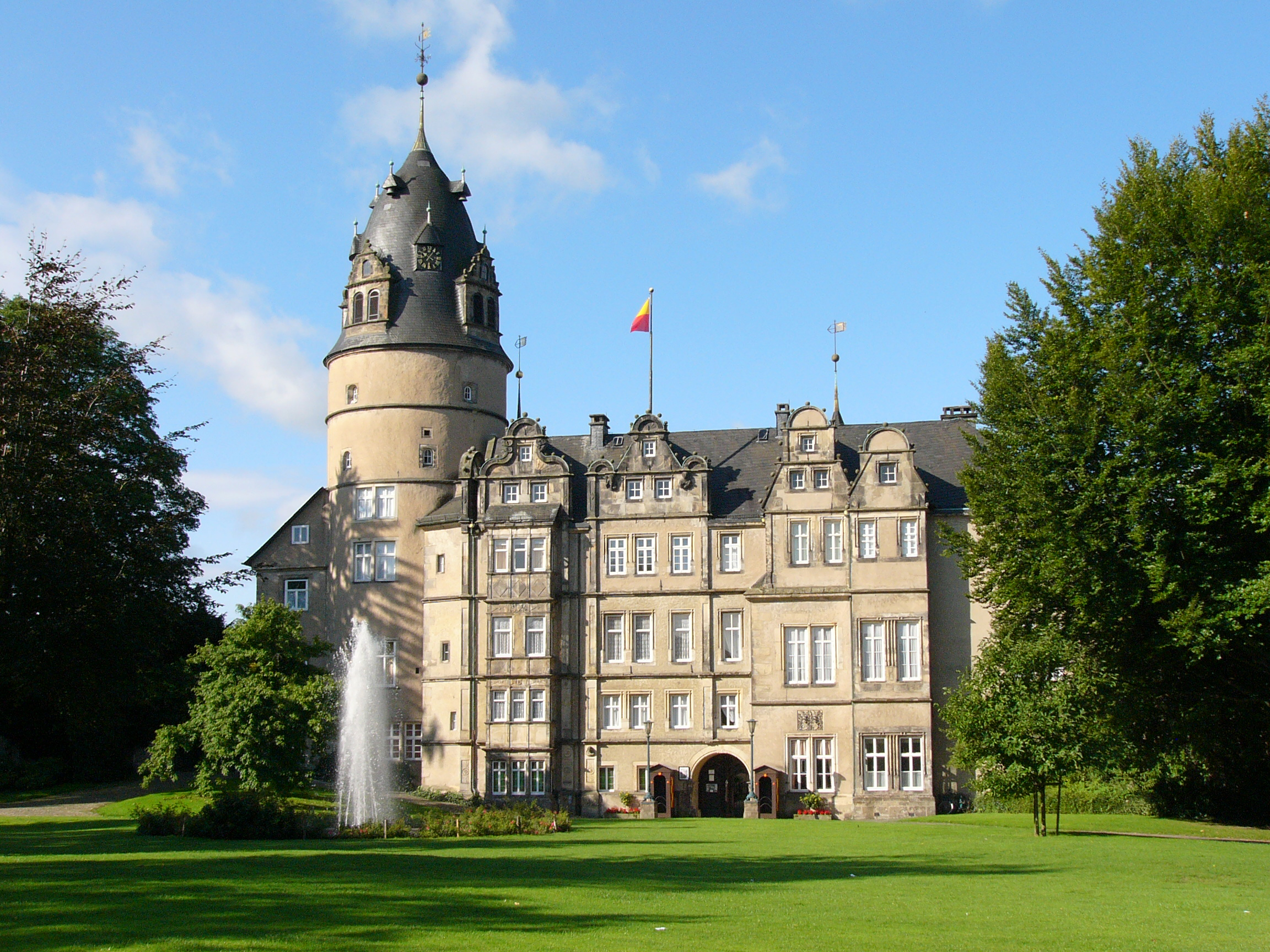
Castelul rezidențial

Detmold este reședința și cel mai mare oraș al districtului rural (Kreis) Lippe, landul Renania de Nord - Westfalia, Germania.

## Personalități marcante
- Iris Berben, actriță